# 二色錐折螺
二色錐折螺（学名：Triphora hervieri），又名赫氏參珠螺，为左錐螺科左錐螺屬下的一个种。